# ترمینی ایمرزه
ترمینی ایمرزه (به ایتالیایی: Termini Imerese) یک کومونه در ایتالیا است که در استان پالرمو واقع شده‌است. ترمینی ایمرزه ۷۷٫۵۷ کیلومتر مربع مساحت و ۲۷٬۴۳۵ نفر جمعیت دارد و ۷۷ متر بالاتر از سطح دریا واقع شده‌است.

## خواهرخوانده
شهر Elk Grove Village خواهرخواندهٔ ترمینی ایمرزه هست.